# Cseri park
A kaposvári Cseri park (vagy kevésbé elterjedt nevén Centenáriumi park) a város legnagyobb területű közparkja.

## Elhelyezkedése
A park a Kaposvár központjától délnyugatra található Cser nevű városrészben található. Északról és északnyugatról a Cseri út, keletről az Erdősor utca, délről a Madár utca határolja, délnyugaton pedig a Fekete István utca.
Északi szélén található a Cser vendéglő, ettől délre pedig egy keskeny, nagyjából észak-déli irányban húzódó nyílt füves terület, amelyet ligetes erdők vesznek körül. A park nyugati-délnyugati részét természetközeli állapotban fennmaradt erdő borítja, amelyen keresztülvezet a piros kereszt turistajelzés is. Déli szélén épült fel a Gárdonyi Géza Általános Iskola, mellette pedig a Madár Utcai Tagóvoda. Ezektől északra a Készenléti Rendőrség épülete áll.

## Története
A park helyén a 19. században egy erdős rész terült el, de katonai lőtér is működött itt. 1849-ben Noszlopy Gáspár tartott gyűlést a cseri erdőben, majd 1874-ben egy itteni hadgyakorlaton maga báró Edelsheim-Gyulai Lipót főhadparancsnok is részt vett.
1896-ban, a millennium alkalmából több száz facsemetét ültettek el a területen, amely azonban még ekkor sem volt igazi közpark. 1938-ban a Független Kisgazdapárt tartott nagyszabású gyűlést a fák között: felszólalt többek között Eckhardt Tibor, Tildy Zoltán és Nagy Ferenc is.
A park mai területe ezek után egészen az 1970-es évekig közbirtokossági erdő volt, majd 1973. december 1-én, Kaposvár rendezett tanácsú várossá nyilvánításának századik évfordulóján nevezték el Centenáriumi parknak. Az ez alkalomból tartott ünnepségen Hotter István, a Hazafias Népfront városi titkára is beszédet mondott, és megemlítette, hogy a parkot „állami segítséggel a város társadalma hozta létre”, illetve hogy „általa szebb és gazdagabb lett Kaposvár”. Néhány évvel később a parkot Papp Béláné tervei alapján pihenő- és közösségi hellyé alakították át. Ez az átalakítás 1978–1979-re fejeződött be teljesen.
1975. április 3-án, a „felszabadulás” 30 éves évfordulója alkalmából avatták fel a parkban Varga Imre alkotását, a felszabadulási-centenáriumi emlékművet, amely egy kötegben függőlegesen álló, de fönt virágcsokorszerűen szétnyíló hatalmas betonívekből állt (ezeket a Somogy Megyei Állami Építőipari Vállalat gyártotta), belsejébe pedig egy krómacélból készült háló segítségével 30 darab, bronzból készült ötágú csillagot erősítettek. Az avatáson felszólalt  Deák Ferenc, a városi pártbizottság első titkára is, aki úgy vélte, az emlékmű felállításával a „szovjet nép iránti hálánk” fejeződik ki.
A későbbi években a park nagyobb füves területein gyakran tartottak szocialista típusú majálisokat (az újabb időkben a városi majálisok már a Városligetben kerülnek megrendezésre), illetve a városba érkező vándorcirkuszok is itt szokták felállítani a sátraikat.
1991-ben, a rendszerváltás után a város vezetői arról döntöttek, hogy a kommunizmusra utaló szobrok és emléktáblák legyenek eltávolítva a városból. A Cseri parkban levő emlékmű azonban a helyén maradt, mindössze az ötágú csillagokat szedték le róla, illetve átnevezték centenáriumi emlékműre, és ma már úgy tekintenek rá, hogy csak a rendezett tanácsú várossá nyilvánítás évfordulójára emlékeztet.
2019 áprilisában nyílt meg a Készenléti Rendőrség 5,7 milliárd forintból elkészült, új építésű, 309 fős otthona a Cseri parkban, amelynek avatásán Balogh János országos rendőrfőkapitány is részt vett. Ugyanebben az évben egy zárt kutyafuttatót létesítettek a park keleti részén, 2020. október elsején új, rekortán borítású futópályát avattak a parkban, 2021 júniusában pedig egy új játszóteret nyitottak meg a vendéglő közelében.

## Növényzete
A park (sőt, az egész Cser városrész is) az egykor itt nagy számban előforduló csertölgyekről kapta a nevét. A területen ma is sok tölgyfa áll, de közéjük már nem csak őshonos, hanem idegen tájakról származó fák és cserjék is vegyülnek. A korábban szintén gyakori kocsánytalan tölgy, ezüst hárs, mezei szil és közönséges nyír példányai szintén fellelhetők a parkban, csakúgy, mint az amerikai származású fehér akác, vörös tölgy és zöld juhar. A park déli részén, a Gárdonyi Iskola mellett 1988-ban egy kis területű örökzöldgyűjteményt alakítottak ki, ahova mamutfenyőket, atlaszcédrusokat, ezüstfenyőket és különböző tujákat telepítettek.
Az öreg fák odvai kitűnő fészkelőhelyet biztosítanak számos madár számára: a környéken itt él a legsűrűbb madárpopuláció.

## Képek

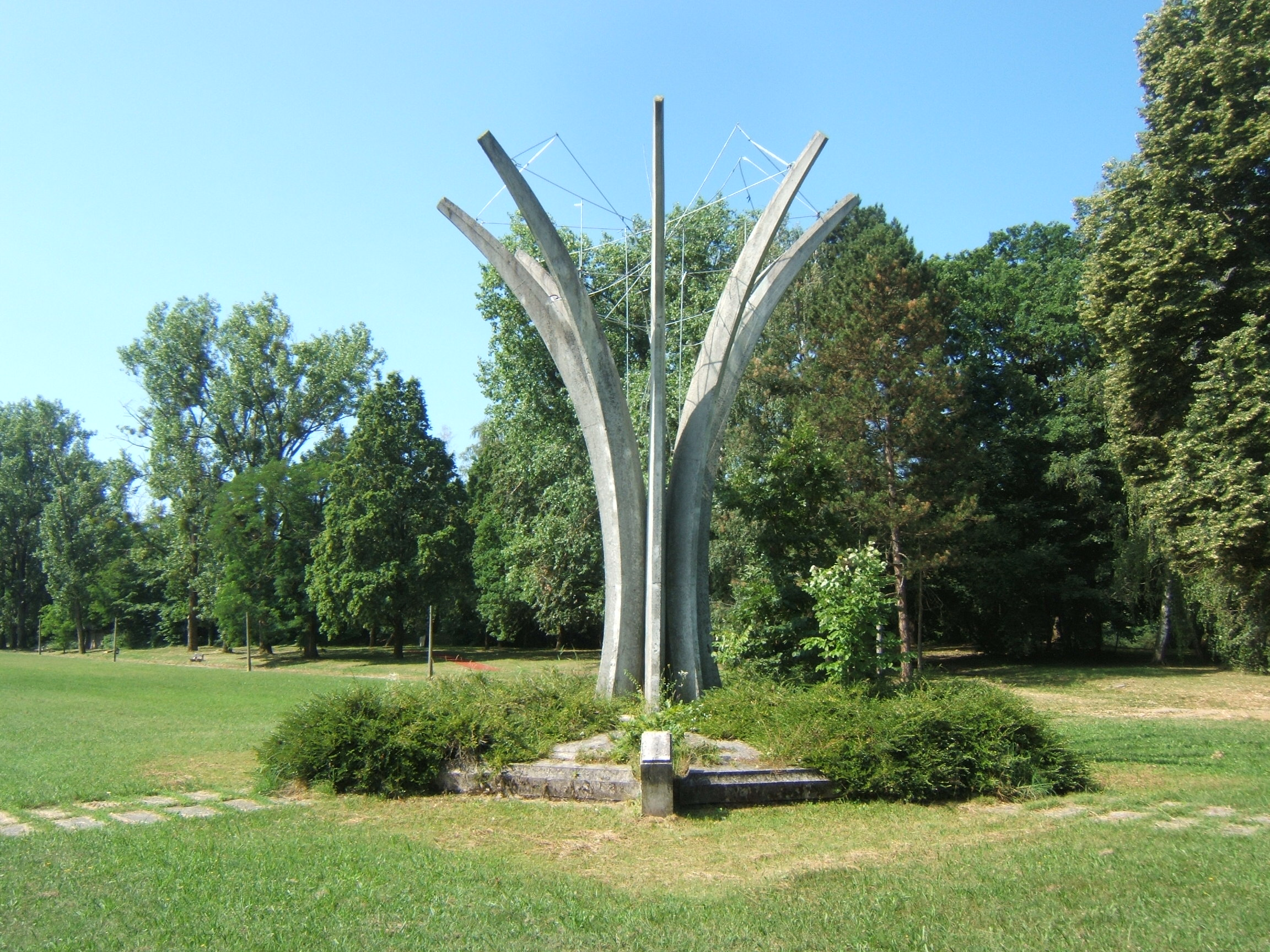
A centenáriumi emlékmű
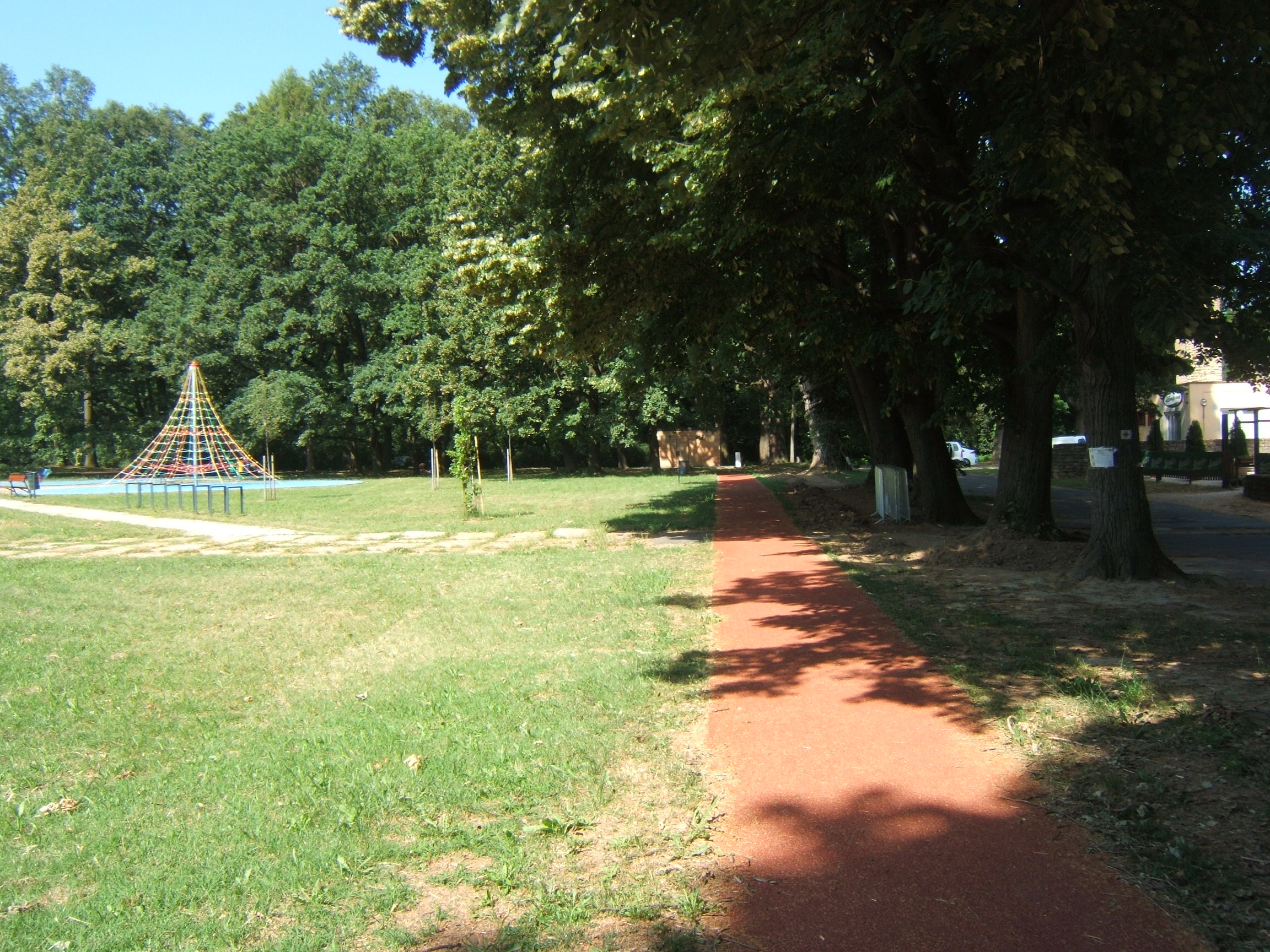
Futópálya és játszótér
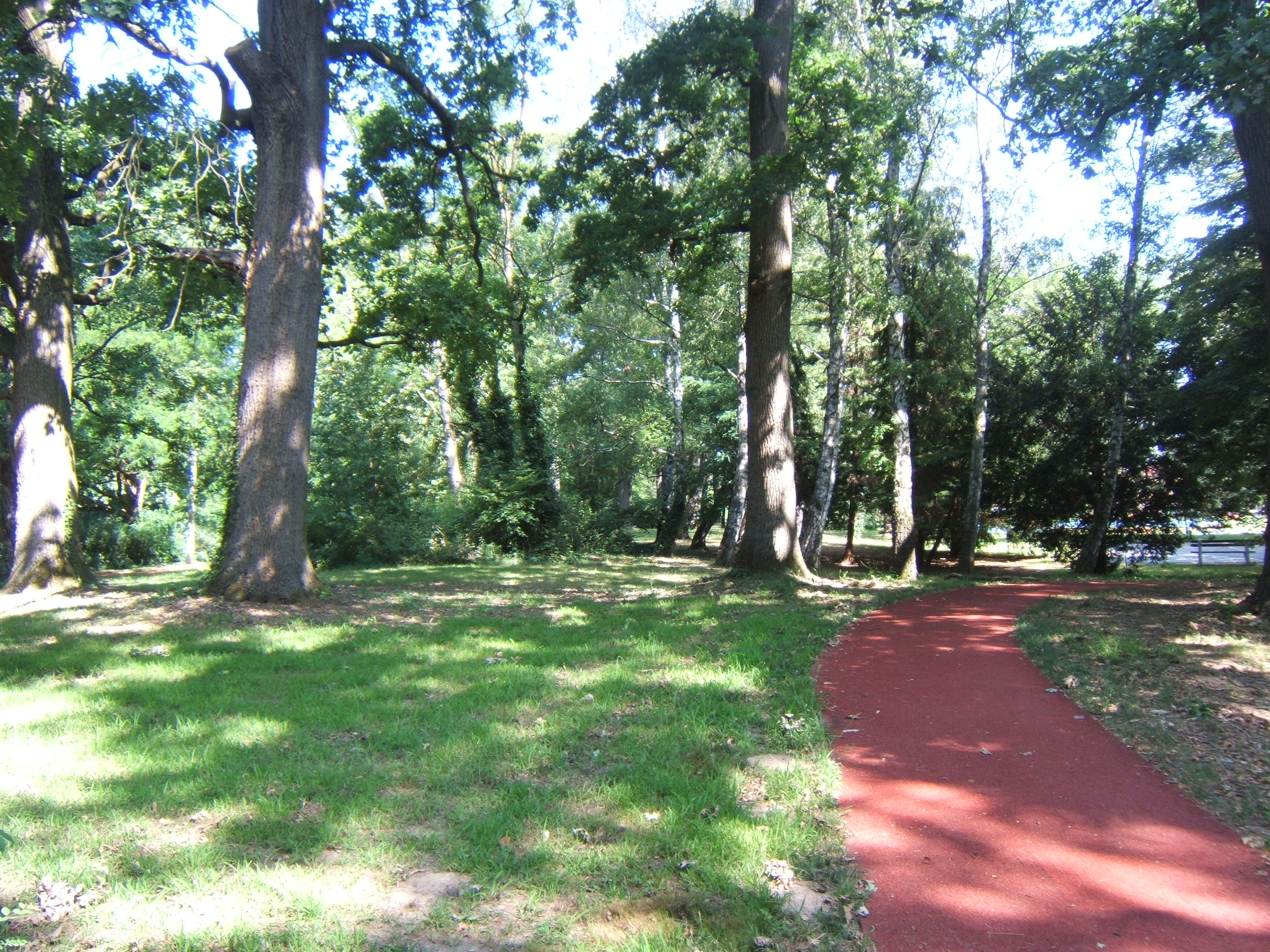
Futópálya a fák alatt
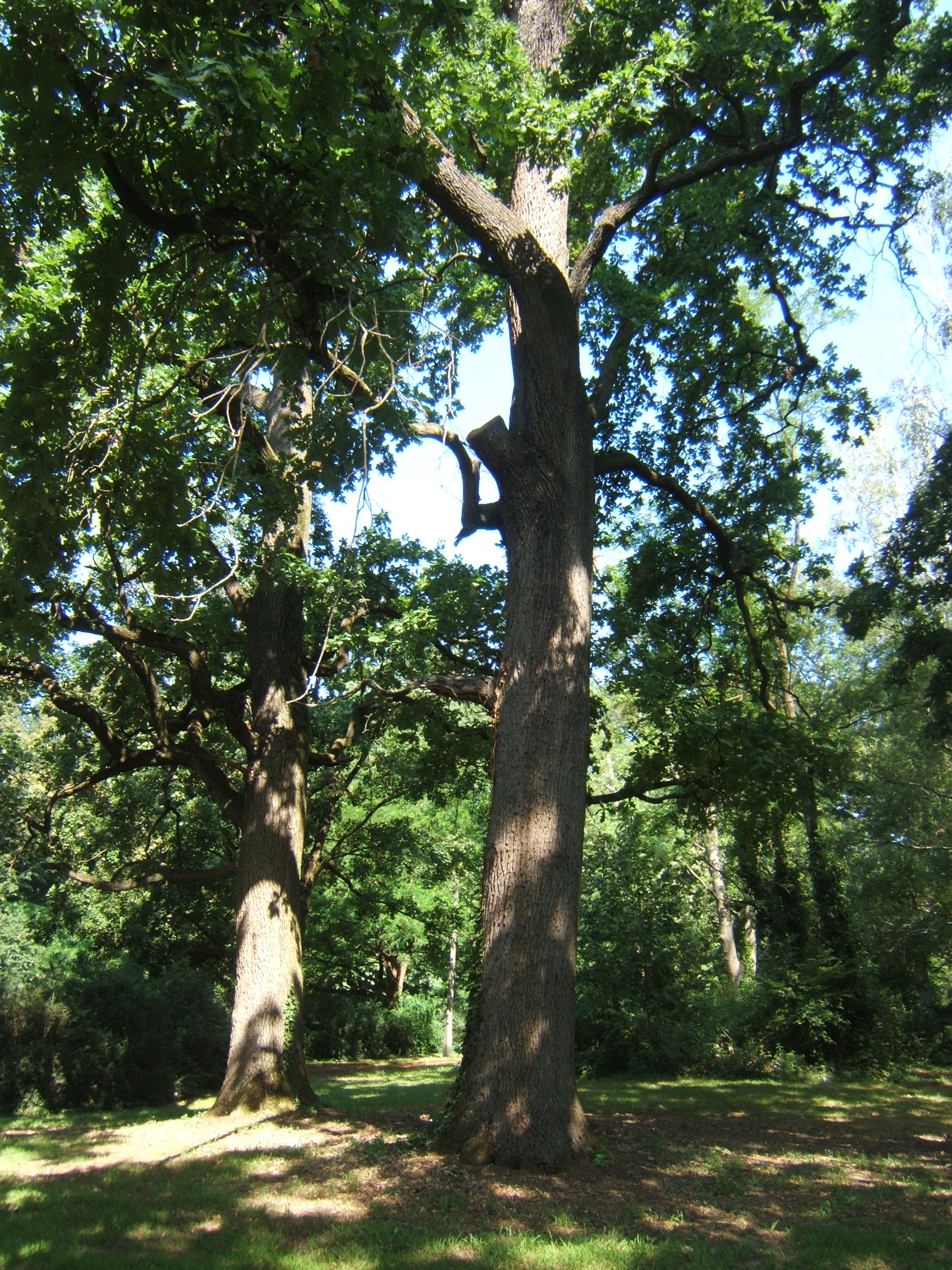
Öreg tölgyfák